# Грембиниці
Грембиниці (пол. Grębynice) — село в Польщі, у гміні Зельонки Краківського повіту Малопольського воєводства.
Населення — 392 особи (2011).
У 1975-1998 роках село належало до Краківського воєводства.

## Демографія
Демографічна структура станом на 31 березня 2011 року:
|          | Загалом | Допрацездатний вік | Працездатний вік | Постпрацездатний вік |
| -------- | ------- | ------------------ | ---------------- | -------------------- |
| Чоловіки | 189     | 53                 | 121              | 15                   |
| Жінки    | 203     | 41                 | 128              | 34                   |
| Разом    | 392     | 94                 | 249              | 49                   |